# Kathrin Nikolussi
Kathrin Nikolussi (* 4. Juni 1978 in Feldkirch, Vorarlberg) ist eine ehemalige australische Skirennläuferin österreichischer Herkunft.

## Karriere
Nikolussi gab ihr internationales Renndebüt am 4. Februar 1995 bei einem FIS-Slalom in Mellau. Ihr erstes internationales Großereignis bestritt sie ein knappes Jahr später bei den Juniorenweltmeisterschaften in Hoch-Ybrig. Dort erreichte sie im Riesenslalom, den 34. Platz.
Am 1. März 1998 gab sie ihr Debüt im Weltcup beim Slalom von Saalbach-Hinterglemm. Bis zu diesem Zeitpunkt war sie hauptsächlich bei FIS-Rennen in Europa an den Start gegangen. Ein halbes Jahr später erreichte sie beim Riesenslalom am Coronet Peak ihren ersten Podestplatz im Australian New Zealand Cup.
1999 nahm sie erstmals an einer Weltmeisterschaft teil. Bei den Wettkämpfen in Vail bzw. Beaver Creek wurde sie jedoch im Slalom disqualifiziert und blieb ohne Platzierung.
Bei den Olympischen Winterspielen 2002 in Salt Lake City schied sie im ersten Durchgang des Slalomrennens aus.
Ihre letzten internationalen Rennen bestritt Nikolussi im April 2006 in Lutsen Mountain, seitdem ist sie als Rennläuferin nicht mehr in Erscheinung getreten.

## Erfolge

### Olympische Winterspiele
- Salt Lake City 2002: DNF Slalom

### Weltmeisterschaften
- Vail/Beaver Creek 1999: DSQ Slalom
- St. Anton 2001: 20. Slalom

### Juniorenweltmeisterschaften
- Hoch-Ybrig 1996: 34. Riesenslalom, DNF Slalom
- Schladming 1997: 15. Slalom, 33. Super-G, 40. Abfahrt, DNF Riesenslalom
- Haute-Savoie 1998: DNF Slalom

### Australian New Zealand Cup
- 8 Platzierungen unter den besten 15, davon ein Podestplatz

### Europacup
- 3 Platzierungen unter den besten 15

### Nor-Am Cup
- Eine Platzierung unter den besten 30

### Universiade
- Innsbruck 2005: 39. Riesenslalom, DSQ Slalom

### Weitere Erfolge
- Sieg bei den niederländischen Meisterschaften im Slalom (2001)
- 6 Siege bei FIS-Rennen